# Palais Royal (warenhuis)
Palais Royal is een voormalige Amerikaanse warenhuisketen, eigendom van Stage Stores, Inc. met het hoofdkantoor in Houston, Texas. Het was gespecialiseerd in de verkoop in merkkleding, accessoires, cosmetica, schoenen en huishoudelijke artikelen.
Merken die exclusief te vinden zijn in Palais Royal waren onder meer Valerie Stevens, Signature Studio, Sun River, Rustic Blue, Rebecca Malone en Wishful Park.

## Geschiedenis
Het bedrijf werd in 1921 opgericht door Isadore Erlich in Shreveport, Louisiana. Na zijn dood in 1968 nam zijn vrouw, Moselle Erlich (Pollack), het presidentschap over. In 1979 droeg zij de functie over aan Bernard Fuchs en werd verkozen tot voorzitter. De winkels werden in 1985 verkocht aan Wellan's uit Alexandria, Louisiana.
In 1994 werd het bedrijf gekocht door Stage Stores, voorheen bekend als Specialty Retailers Inc.
In 2019 werd aangekondigd dat moederbedrijf Stage Stores Inc van plan was om alle Palais Royal-winkels onder het Gordmans label voort te zetten, samen met de andere ketens van Stage Stores.
Op 10 mei 2020 maakte Stage bekend dat het faillissement had aangevraagd en dat het alle locaties, Palais Royal en Gordmans inbegrepen zou liquideren, tenzij er een koper voor de keten zou worden gevonden  Er werd geen koper gevonden en alle vestigingen werden gesloten.